# Archipiélago Langkawi
Langkawi (en malayo: Langkawi Permata Kedah, en jawi: لڠكاوي) es un archipiélago de Malasia de 104 islas localizado en el mar de Andamán, a unos 30 km de la costa continental del noroeste del país. 
Las islas hacen parte del estado de Kedah, que se encuentra junto a la frontera tailandesa. Con mucho, la mayor de las islas es la epónima isla de Langkawi (Pulau Langkawi), contaba con 64.792 habitantes, siendo la otra única isla habitada tradicionalmente la cercana Pulau Tuba. 
Langkawi es también un distrito administrativo de la ciudad de Kuah, el más grande de la ciudad. Langkawi es una isla duty-free, libre de impuestos.

## Etimología
Langkawi, en la lengua coloquial malaya, significa 'águila marrón rojiza', un Haliastur indus. La palabra malaya para águila es helang - abreviada "lang" y kawi significa 'color marrón rojizo'.[cita requerida] El 15 de julio de 2008 el sultán de Kedah Sultan Abdul Halim Mu'adzam Shah dio su consentimiento al cambio de nombre por el de «Langkawi Permata Kedah» [Langkawi, la joya de Kedah], en conjunción con la celebración del golden jubilee y para recordar a los turistas que formaba parte de Kedah.

## Historia
Las islas Langkawi tradicionalmente se pensaba que era un lugar maldito. Sin embargo, en 1986 el entonces primer ministro Mahathir Mohamad decidió transformarlo en un centro turístico, ayudando a planificar él mismo muchos de los edificios de las islas.

## Geografía
Langkawi es un grupo de 99 islas separadas de la parte continental de Malasia por el estrecho de Malaca, e integran un distrito del estado de Kedah, en el norte de Malasia. Se encuentran a aproximadamente a 51 km al oeste de la capital Kedah. La superficie total de las islas es de 478.48 km², teniendo la isla de Langkawi en sí un total de 320 km². La isla principal se extiende unos 25 km de norte a sur, y un poco más de este a oeste. Las zonas costeras consisten en llanos, llanuras aluviales salpicadas de crestas de piedra caliza. Dos terceras partes de la isla está dominada por montañas cubiertas de bosques, cerros y vegetación natural.[cita requerida]
La formación geológica más antigua de la isla, Gunung Mat Chincang, fue la primera parte del sudeste de Asia en elevarse del lecho marino en el período Cámbrico hace más de quinientos millones de años. La parte más antigua de la formación es observable en Teluk Datai, al norte-oeste de la isla, donde el afloramiento expuesto se compone principalmente de arenisca (cuarcita) en las partes superiores y esquisto y arcilla en las partes bajas de la secuencia.[cita requerida]

## Demografía
Sólo cuatro de las 104 islas están habitadas: Pulau Langkawi (la isla principal), Pulau Tuba, Pulau Rebak y Pulau Dayang Bunting. Tienen aproximadamente 99.000 habitantes, de los cuales el 90% son malayos. Los otros grupos étnicos consisten principalmente en chino , indios y tailandeses. 
El islamismo es practicado principalmente por los malayos. Otras religiones principales son el hinduismo (sobre todo entre los indios), budismo (sobre todo entre chinos y tailandeses) y el cristianismo (en su mayoría chinos).

## Economía
La economía tradicional basada en la agricultura (cultivo del padi y el caucho) y en la pesca está siendo rápidamente superada por una economía basada en el turismo, que toma en consideración la belleza natural, virgen y ecológica de la isla y que es alentada por un importante apoyo gubernamental.[cita requerida] El programa de desarrollo Región Económica Corredor Norte (Northern Corridor Economic Region, o NCER) es una iniciativa del gobierno de Malasia para acelerar el crecimiento económico en el norte de la península de Malasia, y que comprende los estados de Perlis, Kedah, Penang y el norte de Perak.
El objetivo del NCER es lograr el aumento de los ingresos turísticos por visitantes desde los 1890 MYR ($ 600) de 2005 a los 3034 MYR ($ 963) en 2012. El gasto turístico se quiere aumentar desde los 9000 millones MYR ($ 2860 millones) en 2005 a los 21.80 millones MYR ($ 6900 millones) en 2012 y 64.500 millones MYR ($ 20400 millones) en 2020.

## Turismo

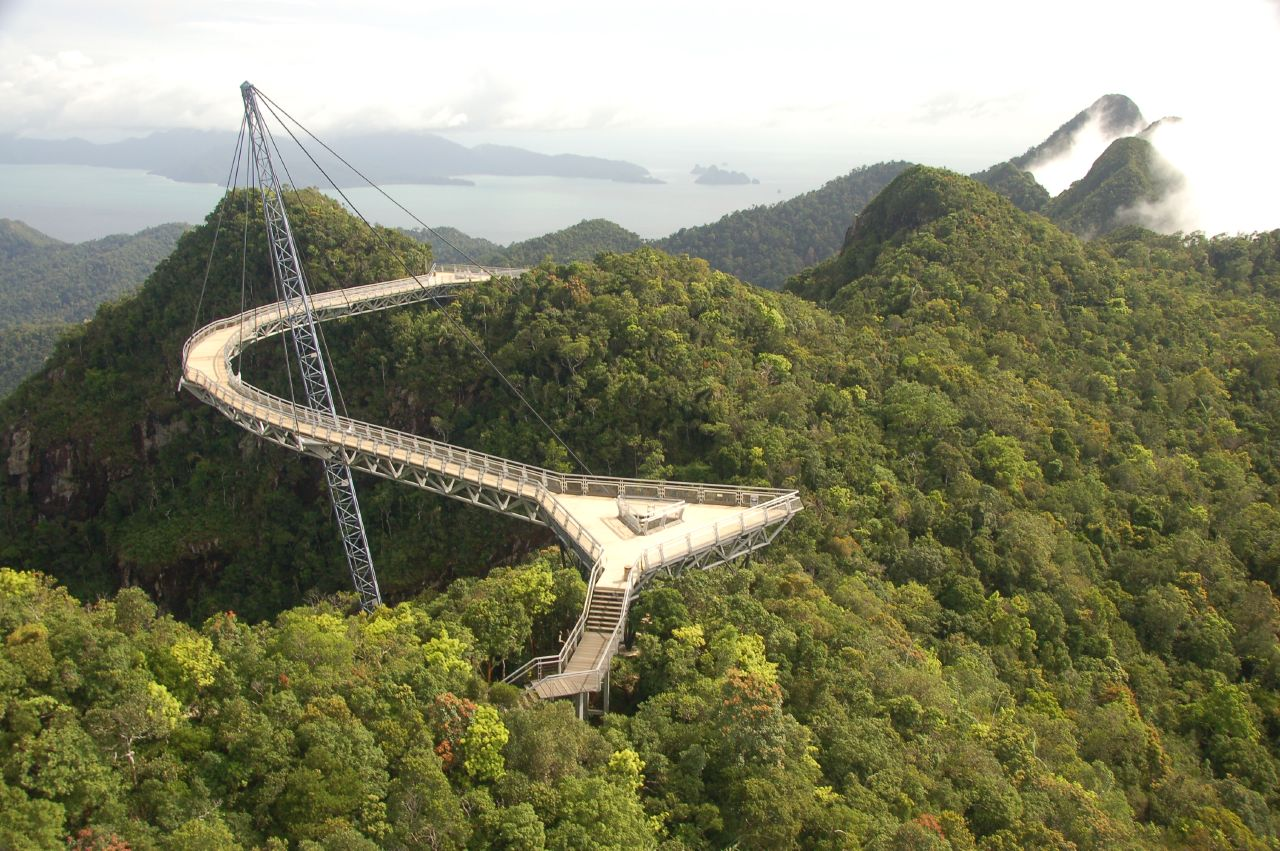
El puente Langkawi Sky sobre el dosel del bosque lluvioso.

El 1 de junio de 2007 la UNESCO concedió a las islas Langkawi el estatus de World Geopark. Tres de sus principales áreas de conservación en el Langkawi Geopark son Machincang Geoforest Cambrian Park, Kilim Karst Geoforest Park y Dayang Bunting Marble Geoforest park (isla del lago de la embarazada (Pregnant Maiden Lake). Estos tres parques son las zonas turísticas más populares en el Geoparque Langkawi.
Parque Geoforestal Kilim Karst (río Kilim)
Esta área consta en realidad de tres estuarios de ríos que se extienden desde el pueblo de Kisap, a unos 10 km de Tanjung Rhu, todos ellos conectados entre sí. Son ricos en vida silvestre y los turistas pueden ver nutrias marinas de nariz melenuda, martín pescador de alas marrón, lagartos y monos macacos nadadores. La piedra caliza, inherentemente porosa, forma numerosas cuevas y hay varias en los manglares. Una de las bellezas naturales de Langkawi es la laguna pirata a las afueras del río. Técnicamente, es una cueva derrumbada (hong) que consiste en una entrada a la cueva desde el mar que emerge en una laguna escondida con imponentes acantilados de piedra caliza y pequeñas cuevas.[cita requerida]
Islas Langkawi
Hay dos áreas insulares: las islas del Sur, con una importante población turística, y las islas del Noreste, más aisladas y sin tráfico turístico. La isla Langun tiene un lago de agua dulce sin turistas, el lago Pregnant Maiden [lago Soltera embarazada], que tien un espigón arenoso (Beach Sand Spit) con orientación sur. La isla Dendang, al lado de la anterior, forma una popular bahía para  los veleros de los operadores turísticos favorecida por la belleza natural y la paz de la zona.[cita requerida]
Las playas más populares son Pantai Cenang, Pantai Tengah, bahía de Burau, Pantai Kok y la bahía de Datai: Pantai Cenang es una pintoresca playa con tramos aparentemente interminables de arena blanca y fina, contorneada por cocos altos y casuarinas y que cuenta con numerosos restaurantes y bares para el entretenimiento nocturno, hosting varios música en vivo y para ver la puesta de sol; Pantai Tengah está separada de Cenang por un pequeño cabo, y también enfrenta la puesta del sol y está poblada más por hoteles que por barras, por lo que es menos concurrida en la noche; Burau Bay, rodeada por afloramientos rocosos, es el lugar preferido de las aves migratorias en Langkawi; Pantai Kok es una playa tranquila, con el telón de fondo de colinas de piedra caliza; Datai Bay tiene una combinación de bosques y mar, una playa lechosa con el respaldo de un frondoso bosque.
El teleférico de Langkawi lleva a los visitantes hasta la cima del Gunung Mat Chinchang, donde se encuentra el puente de Langkawi Sky.
Los turistas pueden entrar en la isla por ferry, desde Kuala Perlis, o por vuelo, desde Kuala Lumpur. AirAsia y Fireflyz proporciona conexiones económicas con la isla.

## Transporte
A la isla de Langkawi se puede llegar por mar y aire. El punto de Langkawi Jetty conecta la isla con los principales destinos como Kuala Perlis, Kuala Kedah, George Town, Penang y Tamalang (también pueblos cercanos de Tailandia). El Aeropuerto Internacional de Langkawi es uno de los 7 aeropuertos internacionales de Malasia y la isla está conectada con Kuala Lumpur, Singapur, Penang, Hong Kong, Cantón, Phuket y también Subang.

Una carretera principal atraviesa toda la isla.

## Galería

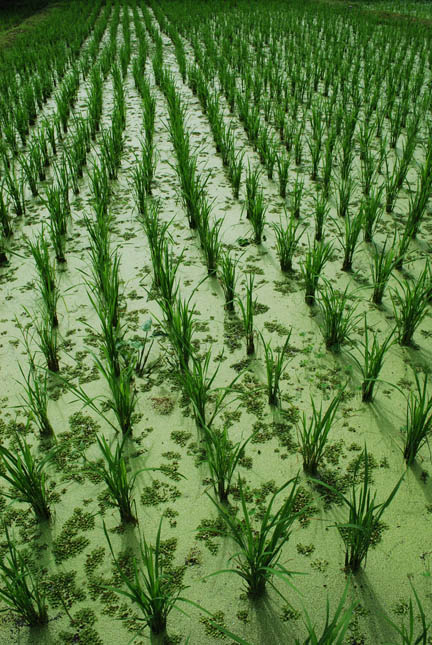
Laman Padi Langkawi
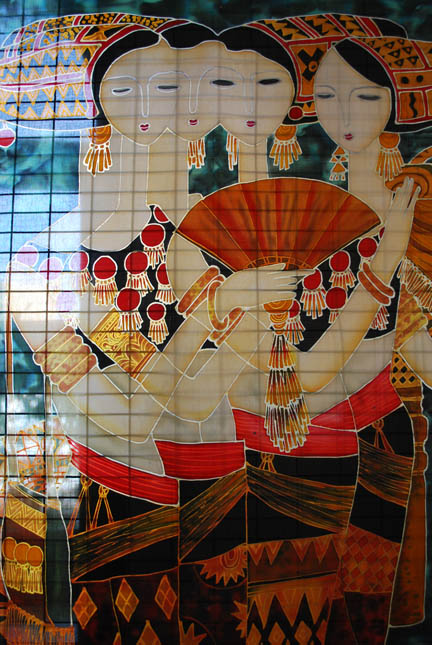
Complejo cultural y artesano Langkawi
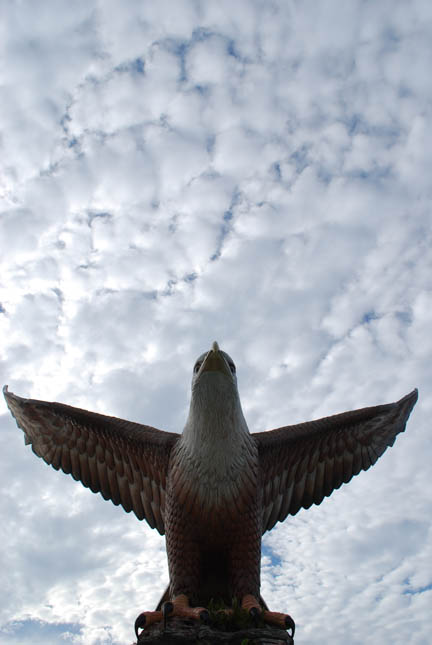
Langkawi Eagle Square
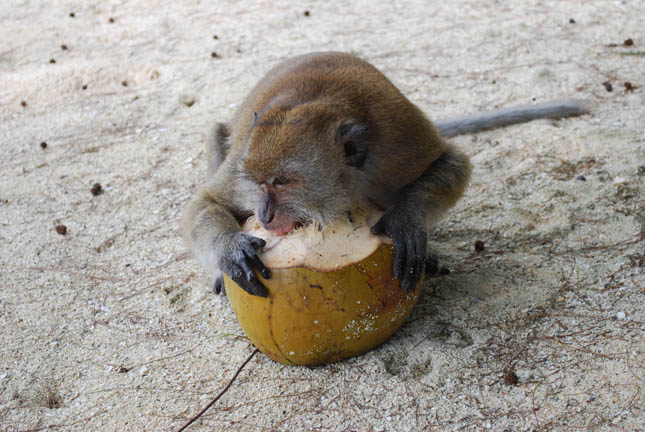
Mono de playa en la isla Beras Basah
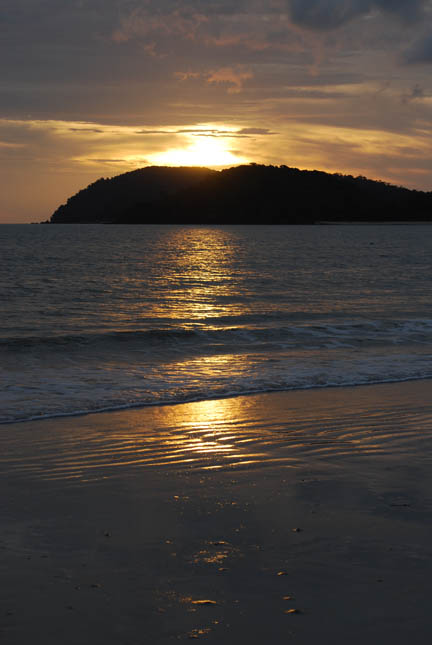
Atardecer en la playa de Cenang

## Ciudades hermanadas
- Isla Kish – Irán (desde 2009).[6][7]
- Mataram – Indonesia